# سیخ‌گردانی

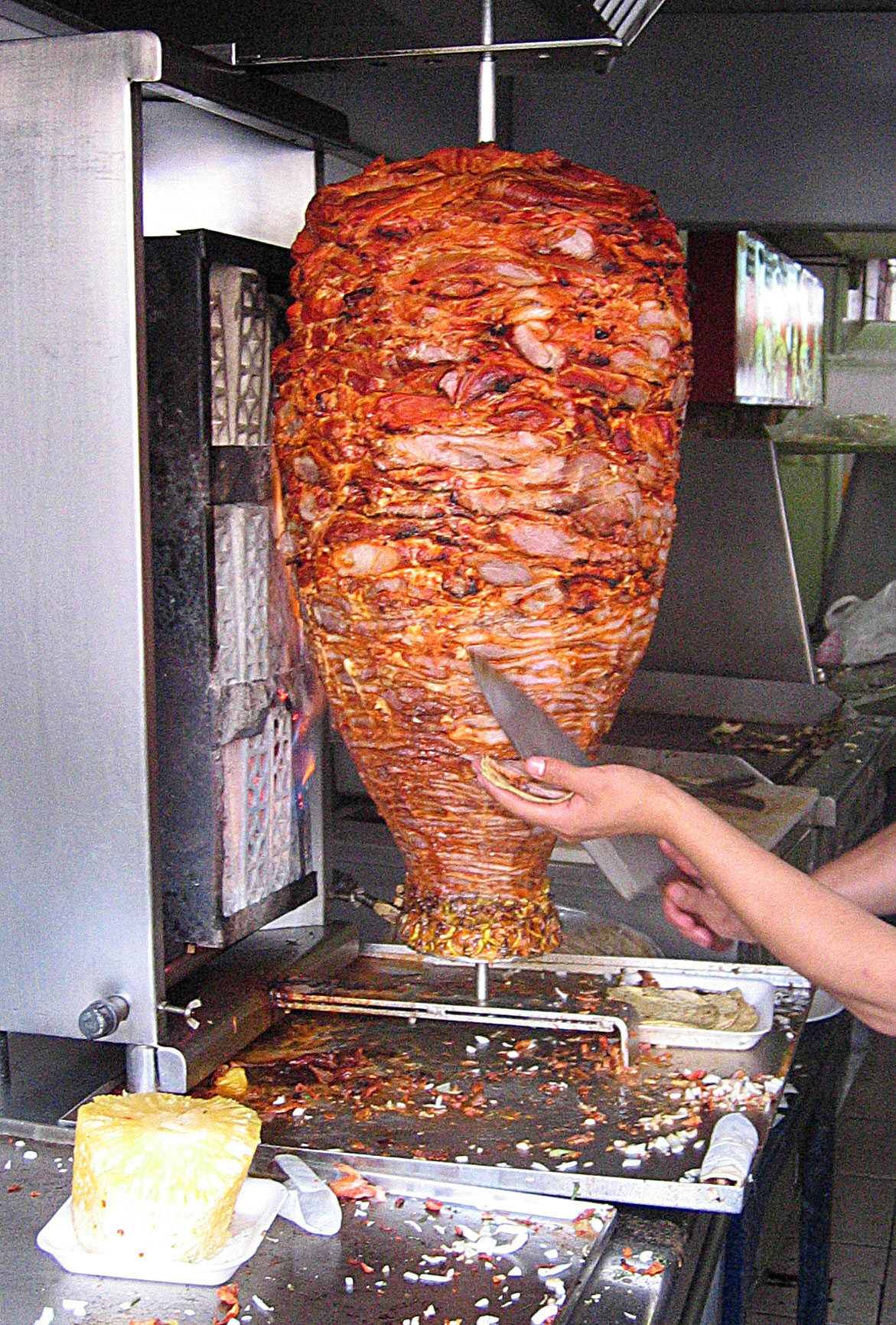
کباب مخصوص مکزیکی به نام تاکو آل پاستور که به روش سیخ گردان کردن از نوع عمودی تهیه می‌شود

سیخ‌گردان کردن (به انگلیسی rotisserie) یا (spit-roasted) یک روش پختن از نوع فرپزی و شعله‌پزی است، البته این روش می‌تواند در فر یا در فضای باز هم انجام شود. مرغ یا گوشت در این روش توسط یک محور گردان (سیخ ضخیم) می‌چرخند و یک منبع حرارتی از کنار به غذا حرارت می‌دهد، این منبع حرارتی می‌تواند آتش مستقیم (در فضای باز) یا فر (فضای بسته) باشد. این روش پخت عمدتاً برای سیخ گردان کردن کل یک حیوان مثل خوک، بوقلمون، بز یا توده بزرگ گوشت استفاده می‌شود.

## ویژگی
یکی از ویژگی‌های این روش، یکنواخت کباب شدن است، همچنین در این روش، روغن استخراج شده حین چرخیدن به شکل یکنواخت به کل غذا مالیده می‌شود.

## از قرون وسطی تا عصر حاضر
در قرون وسطی سیخ‌گردان کردن، روشی جدانشدنی از میان شیوه‌های آشپزی بود. در آشپزخانه‌های قرون وسطایی یک پیشخدمت که معمولاً یک پسر بود، کنار سیخ گردان می‌نشست و بر جریان کار نظارت می‌کرد. در گذشته برای چرخاندن سیخ از سیستم ماشین بخار و امروزه از سیستم موتور الکتریکی استفاده می‌شود.

## آشپزی ترکیه
سیخ گردان کردن به صورت عمودی و افقی انجام می‌شود.

### افقی
در هنگام پخت با این روش، سیخ به‌صورت افقی قرار داده می‌شود. گوشت مرغ، گوشت گاوو گوشت خوک معمولاً به شکل افقی کباب می‌شوند.

### عمودی
از انواع غذاها که عموماً به روش سیخ گردان عمودی تهیه می‌شود می‌توان تاکو آل پاستور (آشپزی مکزیکی)، کباب ترکی (آشپزی ترکیه)، جایرو (آشپزی یونانی) و شاورمای (آشپزی عربی) را نام برد.

## واژه‌شناسی
واژه روتیسری ریشه فرانسوی دارد و به فردی گفته می‌شود که در رستورانهای فرانسوی مسئول کباب کردن، غذاهای تهیه شده درفر و سیخ گردان کردن می‌باشد.